# Pithomyctus emandibularis
Pithomyctus emandibularis is een keversoort uit de familie boktorren (Cerambycidae). De wetenschappelijke naam van de soort werd voor het eerst geldig gepubliceerd in 1924 door Karl Maria Heller.